# Řády, vyznamenání a medaile Španělska

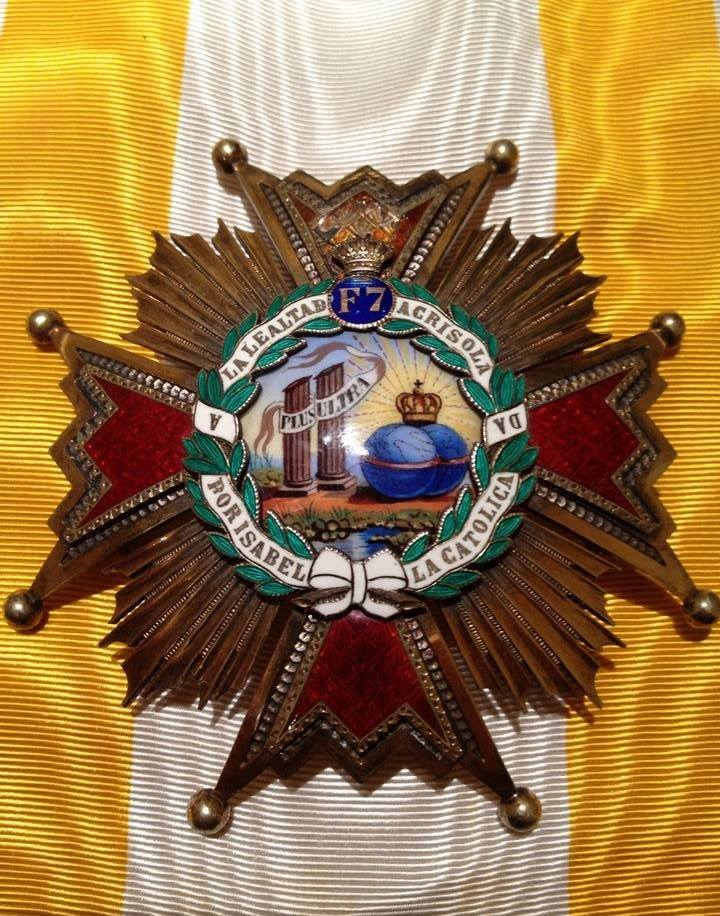
Velkokříž Řádu Isabely Katolické

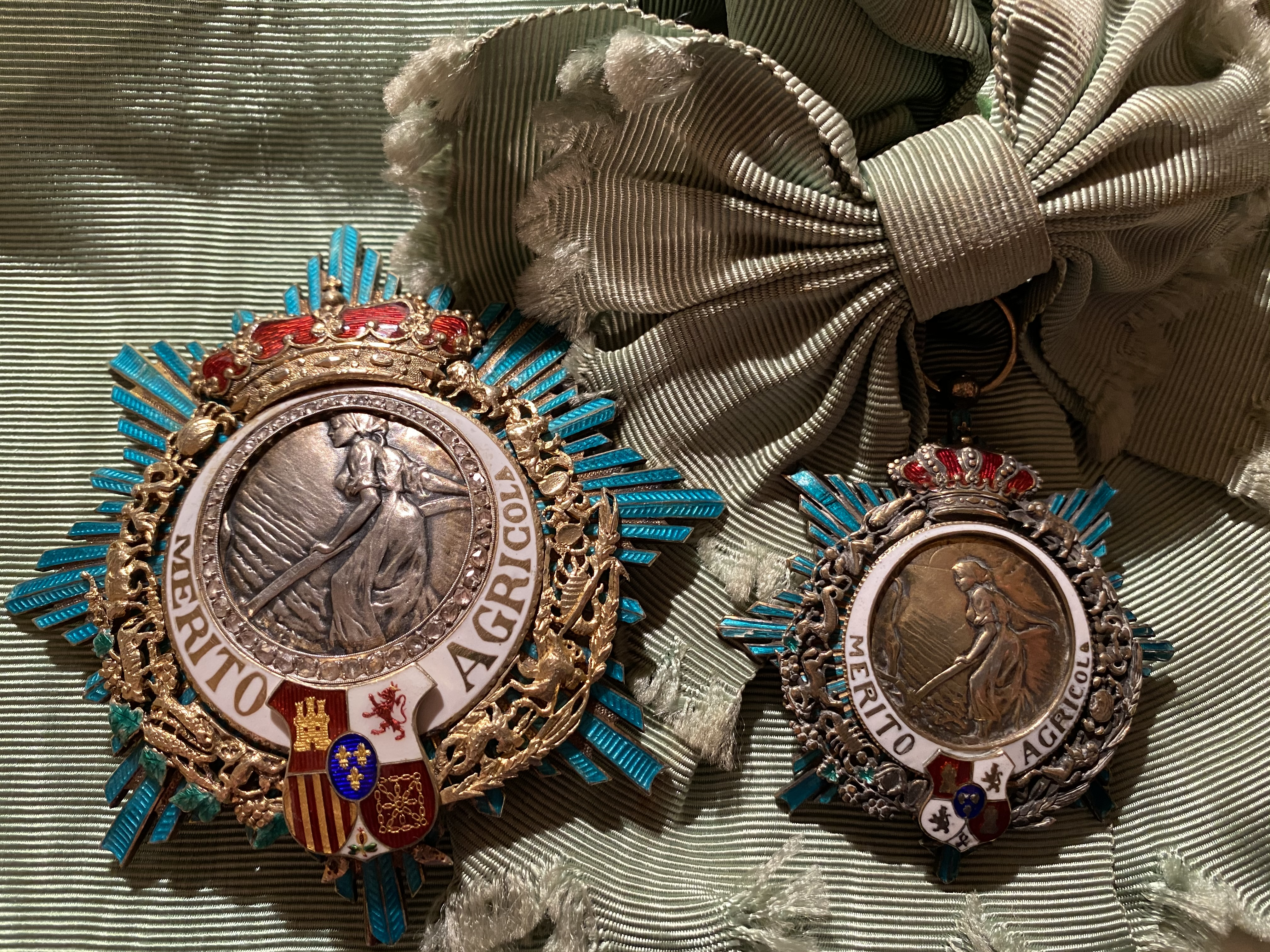
Řád za zásluhy v zemědělství, rybářství a potravinářství

Systém státních vyznamenání ve Španělsku je založen na systému ocenění založeném na řádech a doplněném medailemi a dalšími vyznamenáními. Historie španělských řádů sahá hluboko do historie. Jejich tradice začala zakládáním polovojenských duchovně zaměřených rytířských řádů, které se postupně přetvářely v sekulární čestná společenství. Později k nim přibyly řády, které měly od svého založení světský charakter.

## Španělské církevní vojenské řády
Španělské církevní vojenské řády byly vytvořeny procesem reconquisty. Čtyři z nich, které časem prošly změnami a sekularizací, se zachovaly do 21. století.

## Španělské světské řády a další vyznamenání
Prvním španělským řádem, který byl od svého založení řádem světským, se stal Řád zlatého rouna. Později k němu přibylo mnoho dalších řádů.

### Dynastický řád
- Řád zlatého rouna (Orden del Toisón de Oro) – Tento rytířský řád byl založen roku 1430 a původně to byl spolek rytířů organizovaných po vzoru duchovních rytířských řádů. Později se stával čím dál více prestižním a byl udílen velmistrem za zásluhy. Od roku 2014 je velmistrem řádu Filip VI. Španělský.[1]

### Civilní vyznamenání

#### Všeobecná vyznamenání
- Řád Karla III. (Real y Distinguida Orden Española de Carlos III) byl založen roku 1771. Udílen je za činy ve prospěch Španělska a koruny.
- Řád Isabely Katolické (Orden de Isabel la Católica) byl založen dne 14. března 1815. Udílen je za činy ve prospěch Španělska a koruny.[2]
- Řád za občanské zásluhy (Orden del Mérito Civil) byl založen dne 25. června 1926. Udílen je za služby státu a za mimořádné zásluhy o národ.[3]

#### Politika a spravedlnost
- Řád svatého Rajmunda z Peñafortu (Orden de la Cruz de San Raimundo de Peñafort) byl založen dne 23. ledna 1944. Udílen je za činy na poli práva a soudnictví.[4][5]
- Řád za ústavní zásluhy (Orden del Mérito Constitucional) byl založen dne 18. listopadu 1988. Občanský řád udílený lidem „kteří vykonávali příslušné činnosti ve službách Ústavy a hodnot a principů v ní stanovených“. Současnou úpravu obsahuje usnesení prezidenta ze dne 11. listopadu 2003.
- Řád Cisnerosův (Orden de Cisneros) byl založen dne 8. března 1944.
- Královský řád občanského uznání pro oběti terorismu (Real Orden de Reconocimiento Civil a las Víctimas del Terrorismo) byl založen dne 8. října 1999.[6]
- Zlatá medaile Senátu
- Zlatá medaile Poslanecké sněmovny

#### Kultura a společnost

Medaile za zásluhy o výzkum a univerzitní vzdělávání

- Řád Alfonsa X. Moudrého (Orden Civil de Alfonso X el Sabio) byl založen dne 23. května 1902. Udílen je úspěchy v oblasti vzdělávání, vědy, kultury, vysokého školství a výzkumu.
- Řád umění a literatury Španělska (Orden de las Artes y las Letras de España) byl založen dne 24. července 2008.
- Řád za sportovní zásluhy (Real Orden del Mérito Deportivo) byl založen dne 18. června 1982.
- Medaile za zásluhy o výzkum a univerzitní vzdělávání (Medalla al Mérito en la Investigación y en la Educación Universitaria)  byla založena dne 19. května 1980.
- Medaile za filatelistické zásluhy (Medalla al Mérito Filatélico) byla založena dne 29. srpna 1951.
- Medaile za zásluhy o amatérské rádio (Medalla al Mérito de la Radioafición) byla založena dne 21. ledna 1982.
- Zlatá medaile za zásluhy o výtvarné umění (Medalla de Oro al mérito en las Bellas Artes) byla založena dne 19. prosince 1969.[7]

#### Sociální věci
- Občanský řád sociální solidarity (Orden Civil de la Solidaridad Social) byl založen dne 17. dubna 1989.
- Občanský řád za zdraví (Orden Civil de Sanidad) byl založen dne 15. srpna 1838.
- Řád za zásluhy Národního protidrogového plánu (Orden al Mérito del Plan Nacional sobre Drogas) byl založen dne 22. prosince 1995.
- Občanský řád za zásluhy o životní prostředí (Orden Civil del Mérito Medioambiental) byl založen dne 29. června 2009.[8]
- Medaile za sociální zásluhy ve vězeňství (Medalla al Mérito Social Penitenciario) byla založena dne 9. února 1996.
- Čestná medaile emigrace (Medalla de Honor de la Emigración) byla založena dne 27. dubna 1970.
- Medaile a plaketa za prosazování hodnot rovnosti (Medalla y Placa a la Promoción de los Valores de Igualdad) byla založena dne 6. března 2009.
- Medaile sociálního zabezpečení (Medalla de la Seguridad Social) byla založena dne 30. listopadu 1983.
- Vyznamenání španělského Červeného kříže (Distinciones de la Cruz Roja Española)
- Medaile dárce krve (Medalla de Donante de Sangre) byla založena dne 19. června 1983.

#### Bezpečnostní složky
- Řád za zásluhy občanské gardy (Orden del Mérito de la Guardia Civil) byl založen dne 29. května 1976.
- Řád za policejní zásluhy (Orden del Mérito Policial) byl založen dne 18. června 1943.
- Medaile za zásluhy o civilní obranu (Medalla al Mérito de la Protección Civil) byla založena dne 13. dubna 1982.
- Medaile za zásluhy o bezpečnost silničního provozu (Medalla al Mérito de la Seguridad Vial) byla založena dne 9. září 1974.
- Medaile za zásluhy o vězeňství (Medalla al Mérito Penitenciario) byla založena roku 1956.
- Vyznamenání za oddání se policejní službě (Condecoración a la Dedicación al Servicio Policial) bylo založeno dne 30. května 2011.

#### Socioekonomická oblast
- Občanský řád za zásluhy o telekomunikace a informační společnost (Orden Civil del Mérito de Telecomunicaciones y de la Sociedad de la Información) byl založen dne 23. června 1997.
- Občanský řád za poštovní zásluhy (Orden Civil del Mérito Postal) byl založen dne 19. května 1960.
- Řád za zásluhy v zemědělství, rybářství a potravinářství (Orden del Mérito Agrario, Pesquero y Alimentario) byl založen dne 30. března 1987.
- Medaile a plaketa za zásluhy o turistiku (Medalla y Placa al Mérito Turístico)  byla založena dne 21. ledna 1963.
- Medaile a plaketa za zásluhy o pozemní dopravu (Medalla y Placa al Mérito del Transporte Terrestre) byla založena dne 15. září 1997.
- Medaile a plaketa za zásluhy obchodního námořnictva (Medalla y Placa al Mérito de la Marina Mercante) byla založena dne 22. března 2002.
- Medaile za pracovní zásluhy (Medalla al Mérito en el Trabajo) byla založena roku 1926.
- Medaile za zásluhy v pojišťovnictví (Medalla al Mérito en el Seguro) byla založena dne 6. června 1947.
- Medaile a plaketa za zásluhy o obchod (Medalla y Placa al Mérito en el Comercio) byla založena dne 7. května 2010.

#### Ostatní
- Řád královny Marie Luisy (Real Orden de las Damas Nobles de la Reina María Luisa) byl založen dne 21. dubna 1792.[9][10] Udílen byl za vynikající služby a schopnosti. Naposledy byl tento řád udělen roku 1977.

### Vojenská vyznamenání
- Vojenský řád svatého Ferdinanda (Real y Militar Orden de San Fernando) byl založen dne 31. srpna 1811. Udílen je příslušníkům ozbrojených sil za statečnost, hrdinství a vynikající službu.[11][12]
- Vojenský záslužný kříž (Cruces del Mérito Militar) byl založen dne 3. srpna 1864. Udílen je za statečnost, vyznamenání, službu nebo zásluhy příslušníkům ozbrojených sil Španělska i civilistům za podporu armády.[13]
- Námořní záslužný kříž (Cruces del Mérito Naval) byl založen dne 3. srpna 1866.
- Letecký záslužný kříž (Cruces del Mérito Aeronáutico) byl založen dne 30. listopadu 1945.
- Řád svatého Hermenegilda (Royal and Military Order of Saint Hermenegild) byl založen dne 28. listopadu 1814. Udílen je příslušníkům ozbrojených sil za věrnou službu.[14][15]
- Vojenská medaile (Medalla Militar) byla založena roku 1918.
- Válečný kříž (Cruz de Guerra) byl založen dne 29. března 1938.
- Armádní medaile (Medalla del Ejército) byla založena dne 1. srpna 2003.
- Námořní medaile (Medalla Naval) byla založena dne 1. srpna 2003.
- Letecká medaile (Medalla Aérea) byla založena dne 1. srpna 2003.
- Kříž za stálost ve službě (Cruz a la Constancia en el Servicio) byl založen dne 26. prosince 1958.
- Kříž Fidélitas (Cruz Fidélitas) byl založen dne 25. července 2007.
- Medaile za tažení (Medalla de Campaña) byla založena dne 25. května 2018.
- Medaile stého výročí Panny z Pilar (Medalla del Centenario de la Virgen del Pilar) byla založena dne 12. října 2012.

#### Další vojenská vyznamenání
- Citación como Distinguido bylo založeno dne 1. srpna 2003.
- Vojenské čestné uznání (Mención Honorífica Militar) bylo založeno dne 1. srpna 2003.

#### Zrušená vojenská vyznamenání

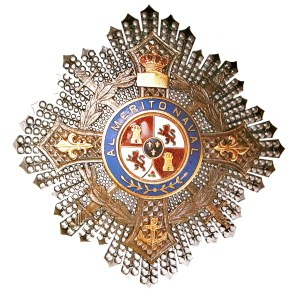
Námořní řád Marie Kristýny

- Vojenský řád Marie Kristýny (Orden militar de María Cristina) byl založen dne 19. července 1889.
- Námořní řád Marie Kristýny (Orden naval de María Cristina) byl založen dne 25. února 1891.
- Medaile za utrpení za vlast (Medalla de Sufrimientos por la Patria)
- Medaile za tažení (1936–1939) (Medalla de la Campaña 1936-1939) byla založena dne 26. ledna 1937.
- Medaile za tažení do Ruska (Medalla de la Campaña de Rusia) byla založena dne 9. listopadu 1943.
- Medaile za zranění (Medalla del Mutilado)[16]
- Medaile Ifni-Sáhara (Medalla de Ifni-Sáhara) byla založena roku 1958.[17]
- Kříž pětadvaceti let míru (Cruz de los Veinticinco Años de Paz) byl založen roku 1964.
- Saharská medaile (Medalla del Sáhara) byla založena roku 1977.[18]
- Marocká mírová medaile

### Vyznamenání autonomních oblastí
- Andalusie: Medaile Andalusie (Medalla de Andalucía) byla založena roku 1985. Udílena je za vynikající občanské a kulturní služby Andalusii.
- Aragonie: Medaile aragonského dvora (Medalla de las Cortes de Aragón) byla založena dne 17. února 1986.
- Aragonie: Cena Aragonie (Premios Aragón)
- Asturie: Medaile Asturie (Medalla de Asturias)
- Baleáry: Zlatá medaile Baleár (Medalla de Oro de la Comunidad Autónoma de Baleares)
- Kanárské ostrovy: Zlatá medaile Kanárských ostrovů (Medalla de Oro de Canarias) byla založena dne 9. května 1986.[19]
- Kantábrie: Zlatá medaile parlamentu Kantábrie (Medalla del Parlamento de Cantabria) byla založena dne 22. listopadu 1996.
- Kastilie – La Mancha: Zlatá medaile Kastilie – La Mancha (Medalla de Oro de Castilla-La Mancha)
- Kastilie – La Mancha: Medaile a plekta za sportovní zásluhy Kastilie – La Mancha (Medalla y Placa al Mérito Deportivo en Castilla-La Mancha)
- Kastilie – La Mancha: Medaile a plaketa za sanitární zásluhy Kastilie – La Mancha (Medalla y Placa al Mérito Sanitario en Castilla-La Mancha)
- Kastilie – La Mancha: Medaile za zásluhy o sociální iniciativu Kastilie – La Mancha (Medalla al Mérito en la Iniciativa Social de Castilla-La Mancha)
- Kastilie a León: Medaile Kastilii a Leónu (Medalla de Castilla y León)
- Kastilie a León: Medaile za profesionální zásluhy Kastilie a Leónu (Medalla al Mérito Profesional de Castilla y León)
- Kastilie a León: Medaile dvoru Kastilie a Leónu (Medalla de las Cortes de Castilla y León)
- Kastilie a León: Parlamentní medaile za zásluhy (Medalla al Mérito Parlamentario)
- Katalánsko: Zlatá medaile Katalánska (Medalla de Oro de la Generalidad de Cataluña) byla založena roku 1978.
- Katalánsko: Kříž svatého Jiří (Creu de Sant Jordi) byl založen roku 1981.
- Extremadura: Medaile Extremadury (Medalla de Extremadura) byla založena dne 29. dubna 1986.
- Galicie: Medaile Galicie (Medalla de Galicia)
- Galicie: Medaile Castelaa (Medalla Castelao) byla založena roku 1984.
- Madridské společenství:  Řád druhého máje (Orden del Dos de Mayo) byl založen dne 2. listopadu 2006.
- Madridské společenství:  Medaile Madridského společenství (Medalla de la Comunidad de Madrid) byla založena dne 22. března 1985.
- Murcijský region: Medaile Murcijského regionu (Medalla de la Región de Murcia) byla založena dne 8. listopadu 1985.
- Navarra: Zlatá medaile Navarry (Medalla de Oro de Navarra) byla založena dne 10. srpna 1973.
- Navarra: Kříž Karla III. šlechtice z Navarry (Cruz de Carlos III El Noble de Navarra) byl založen roku 1997.
- Baskicko: Kříž Árbol de Gernika (Cruz del Árbol de Gernika)
- Baskicko: Vyznamenání Lan Onari (Distinción Lan Onari)
- Baskicko: Vyznamenání Lagun Onari (Distinción Lagun Onari)
- La Rioja: Medaile La Riojy (Medalla de La Rioja) byla založena dne 16. března 2001.
- Valencijské společenství: Vyznamenání Generalitat Valenciana (Condecoraciones de la Generalidad Valenciana)
- Valencijské společenství: Řád Jakuba I. Dobyvatele (Orden de Jaime I el Conquistador) byl založen dne 1. února 2008.

### Vyznamenání autonomních měst
- Ceuta: Medaile autonomie Ceuty (Medalla de la Autonomía de Ceuta)
- Melilla: Medaile autonomie Melilly (Medalla de la Ciudad Autónoma de Melilla)

## Zrušená či nepoužívaná vyznamenání
- Královský řád Španělska (Real Orden de España) byl založen 20. října 1808.
- Řád dobročinnosti (Orden de la Beneficencia) byl založen dne 17. května 1856.
- Občanský řád Marie Viktorie (Orden Civil de María Victoria) byl založen dne 7. července 1871.
- Řád Alfonsa XII. (Orden de Alfonso XII) byl založen dne 23. května 1902.
- Chalífský řád za zásluhy (Orden del Mérito Jalifiano)
- Řád Španělské republiky (Orden de la República Española) byl založen dne 21. července 1932.
- Občanský řád Afriky (Orden Civil de África) byl založen roku 1933.
- Řád jha a šípů (Orden Imperial del Yugo y las Flechas) byl založen dne 10. října 1937.